# Чуб, Михаил Ильич
Михаи́л Ильи́ч Чуб (31 мая 1904, Старая Полтавка, Самарская губерния — 5 апреля 1982, Крымская область) — советский педагог, партийный и хозяйственный деятель, директор Окреченского техникума, участник Великой Отечественной войны, командир Ичкинского партизанского отряда, командир 1-го партизанского района Крыма, депутат, писатель-мемуарист.

## Биография
Родился 31 мая 1904 года в селе Старая Полтавка (ныне — районный центр в Волгоградской области). Был старшим сыном в многодетной семье, по семейному преданию предки происходили из казачьего рода.

### Гражданская война, учёба и руководство техникумом
Вместе с отцом участвовал в Гражданской войне с 1920 года. Кавалерист, в 1926—1929 года участвовал в борьбе с басмачами в Средней Азии, позднее закончил Объединённую военную школу им. Ленина в Ташкенте с присвоением воинского звания политрук эскадрона (соответствует старшему лейтенанту). В числе первых вступил в РКСМ, был секретарём армейской комсомольской ячейки, избирался делегатом на 5-й съезд комсомола. Член ВКП(б) с 1926 года. Ему предлагали продолжить службу, но Чуб избрал мирную профессию — зоотехник, поступил и в 1934 году закончил Саратовский зооветеринарный институт. Был назначен директором совхоза, затем в 1937—1939 годах — начальником главного управления овцесовхозов Наркомсовха. В 1940 году отправился в Крым директором Окреченского сельскохозяйственного техникума.

### В партизанах Крыма
Когда в 1941 году пала Одесса, и перспектива немецкого наступления в Крыму стала реальностью, был организован Штаб партизанского движения Крыма под командованием А. В. Мокроусова. Лесной и горный Крым был разделён на пять партизанских районов (шестой — Керченский полуостров), каждый из которых объединял несколько отрядов, набранных из партийного и хозяйственного актива районов Крыма, в том числе Ичкинского района. В октябре 1941 года Михаил Чуб был назначен командиром Ичкинского отряда. В последние дни октября партизаны перебазировались в лес. 2 ноября он доложил командованию 2-го партизанского района, что отряд готов к боевым действиям.

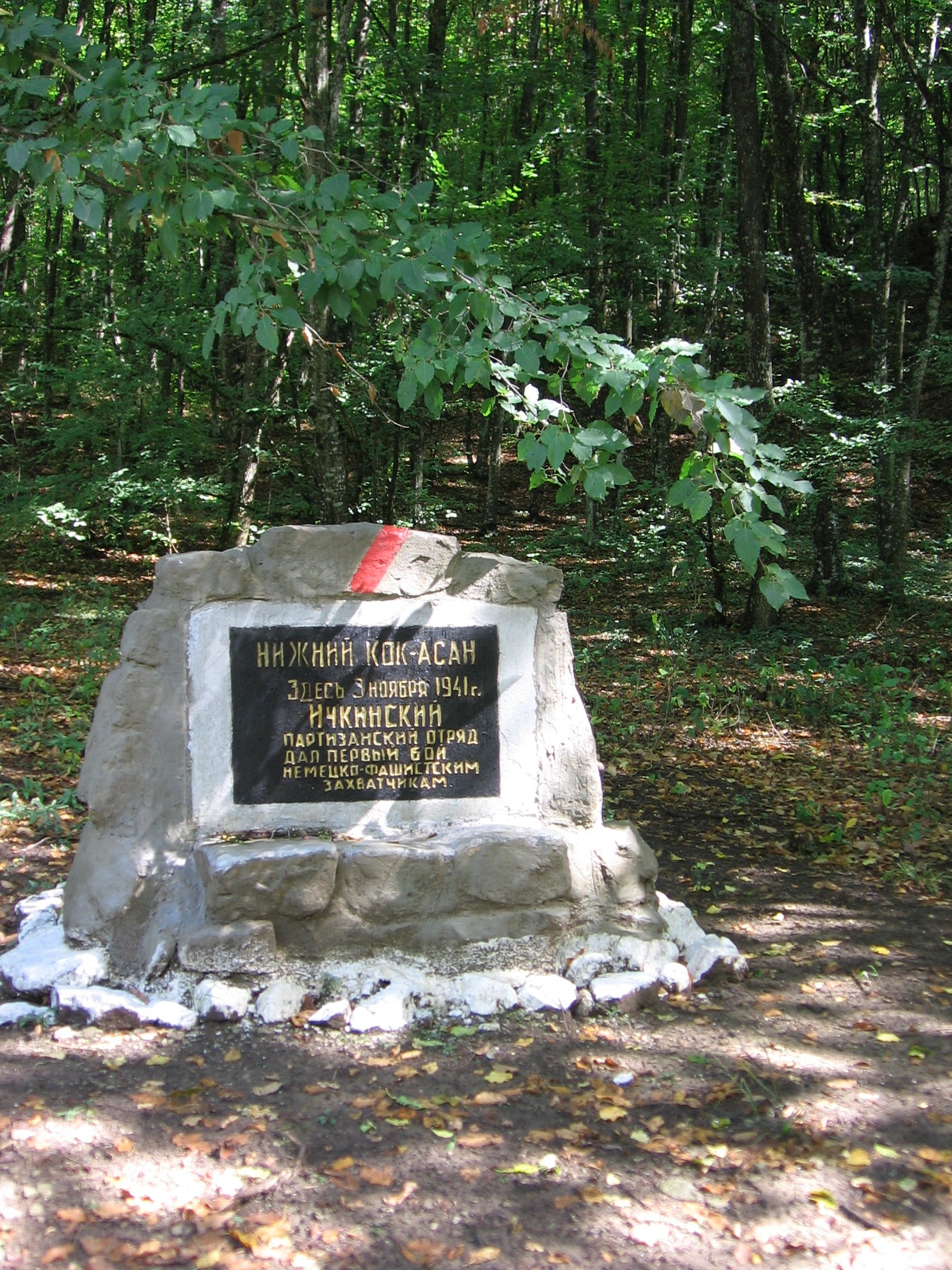
Памятный знак на месте боя Ичкинского отряда 3 ноября 1941 год. Фото А. Трифонова.

#### Бой у Нижнего Кок-Асана

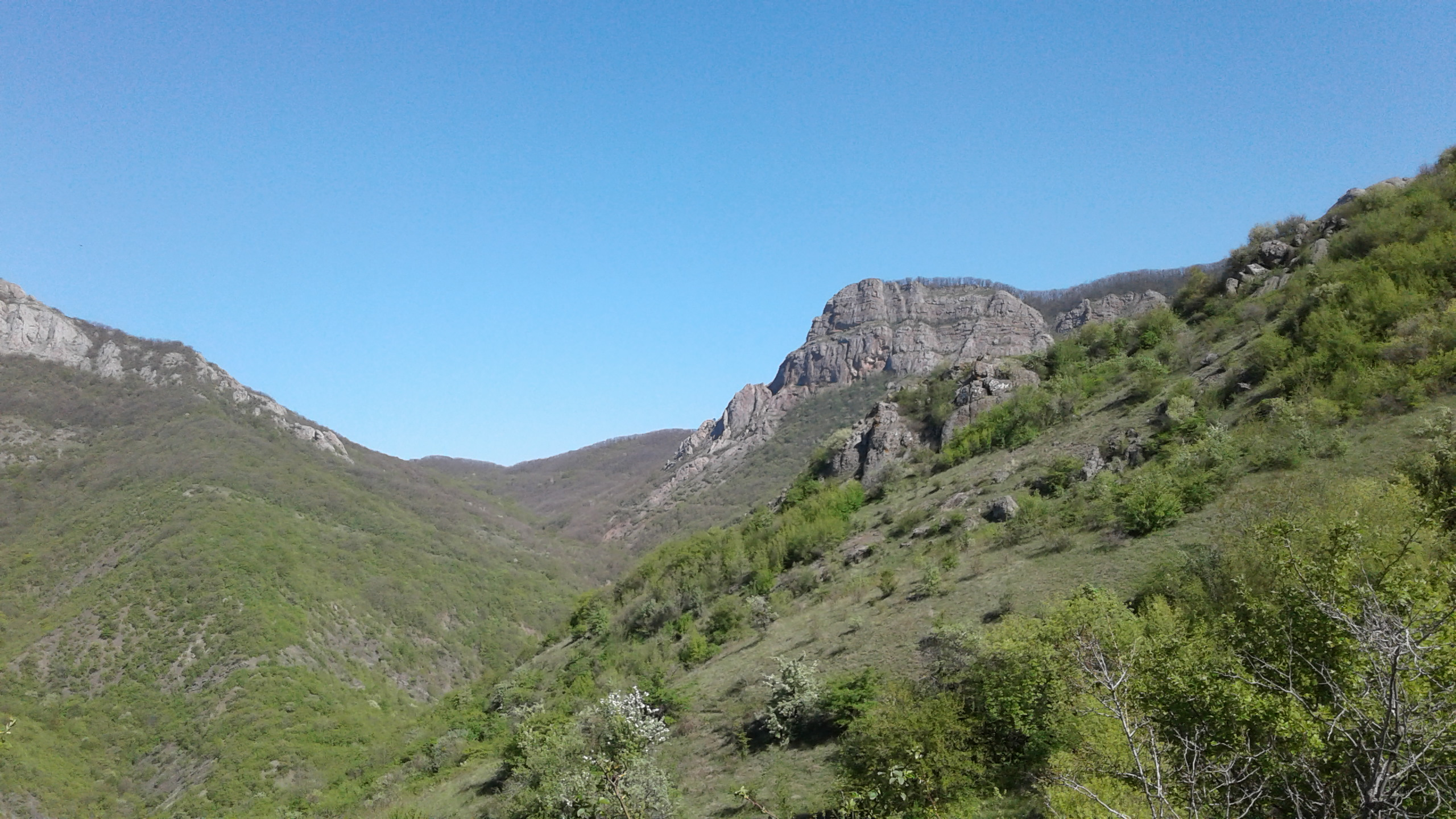
Перевал Кок-Асан-Богаз, ущелье Ускут, «Подкова» справа. Фото А. Трифонова.

После прорыва обороны на Перекопе и Ишунских позициях части 51 армии отходили, противник организовал преследование силами моторизованных групп. Некоторые наши части отходили на отрезанный группой Циглера Севастополь в окружную, через Южный берег Крыма. Дороги заполнили эвакуировавшиеся организации и граждане. Часть из них из Карасубазара направлялась по дороге через перевал Кок-Асан-Богаз (Аликот) на Ускут.
Ичкинский отряд под командой Чуба устроил засаду у Нижнего Кок-Асана. 3 ноября 1941 года он вместе с пограничниками первого батальона 294-го пограничного полка вступил в бой с наступающим противником, который стал первым боем партизан Крыма и на долгое время самым крупным и успешным. Это вызвано как местом засады в узком ущелье со склонами покрытыми лесом, так и фактором неожиданности для противника, который ранее нагонял разбитые и деморализованные части. Бой длился 5 часов. Силы противника составляли авангард в составе двух немецких батальонов пехоты и румынского кавалерийского эскадрона, который после боя отошли на Карасубазар. Противник потерял до 120 человек, взяты трофеи — стрелковое оружие. Пограничная часть НКВД и военный госпиталь смогли благодаря партизанам оторваться от преследования и уйти на Ускут и далее к морю. После боя Ичкинский отряд отошёл на гору Скирда.
Ичкинский отряд, таким образом, начал партизанскую войну в Крыму. После войны на месте боя у дороги был установлен памятный знак.

#### Зима 1941—1942 года
В активе Ичкинского партизанского отряда немало успешных операций, проведённых грамотно и смело: нападение на немецкий гарнизон в деревне Ени-Сала (Краснокаменка) в январе 1942 года, разгром моторизованной колонны противника у поворота «Подкова» на дороге Карасубазар-Ускут, тяжёлые оборонительные бои за высоты 1040 и 1025. Партизанский 1-й район, самый восточный, располагался в малолесистой местности. На него противник (румыны, усиленные немцами) направил первый удар в ходе прочёсов. Продуктовые базы были частью захвачены противником (организованными немцами отрядами самообороны), частью разграблены населением. Отряды 1-го района были оттеснены во 2-й район и надолго он стал северо-восточной передовой партизанского леса. Об боях партизан-ичкинцев и их командира М. И. Чуба сообщала сводка Совинформбюро от 18 декабря 1941.
В своей книге Н. Колпаков вспоминает:
«Чуб — непревзойдённый организатор и воспитатель, хорошо знал всех партизан отряда. Во всех боях, будь то нападение или оборона, быстро анализировал складывающуюся обстановку и находил самые оптимальные решения, как с наименьшими потерями партизан нанести наибольший урон противнику»
А. В. Мокроусов, командир партизанского движения в Крыму, писал:
«Тов. Чуб М. И. — организатор партизанского движения в Советском районе, боевой командир в период борьбы с немецкими захватчиками. За короткое время он привел в боевое состояние отряды и развернул активные боевые действия. Отличительные черты его — исключительная честность, скромность, отвага, большая выдержка и глубокая преданность Родине».
Когда полковник Б. Б. Городовиков, будущий Герой Советского Союза, был отозван на Большую землю, в июне 1942 года Чуб принял командование 1-м партизанским районом. В 1942 году старший политрук М. И. Чуб награждён Орденом Ленина.

#### На Северном Кавказе
В декабре 1942 года сложилось тяжёлое положение и часть партизанских командиров была отозвана. М. И. Чуб был вызван в штаб Северо-Кавказского фронта. Самолёт, на котором эвакуировался Чуб и его штаб, уже над Краснодарским краем попал в зону зенитного огня, пилот потерял курс, вышло всё горючее и они пошли на вынужденную посадку на немецкой территории. Сориентировавшись по карте, Чуб решил идти к линии фронта. 200 км они прошли за две недели по немецким тылам, скрываясь от патрулей, с двумя ранеными товарищами. Помогли навыки партизана и группа вышла к своим. Лечился в госпитале в Сочи. Награждён орденом Красной Звезды и медалями: «Партизану отечественной войны» 1-й степени, «За оборону Севастополя», «За победу над Германией».

### На хозяйственной и общественной работе в Крыму
Ещё во время войны М. И. Чуб был направлен на восстановление разорённого войной хозяйства Крыма. Руководил совхозами области. В 1947 году за успешное восстановление совхозов и освоение посевных площадей получил орден Трудового Красного Знамени. Работал заместителем председателя Крымского облисполкома, избирался депутатом Крымского областного совета. В 50-е — Большая Золотая медаль ВСХВ за успехи в сельском хозяйстве, за развитие садоводства и виноградарства. Два ордена «Знак Почёта». Выйдя на пенсию продолжил трудиться, руководил Крымской племенной станцией, вернулся к своему первому делу — зоотехнике. В 1966—1969 годах — неоднократный участник ВДНХ СССР. В 1969 году награждён бронзовой медалью.

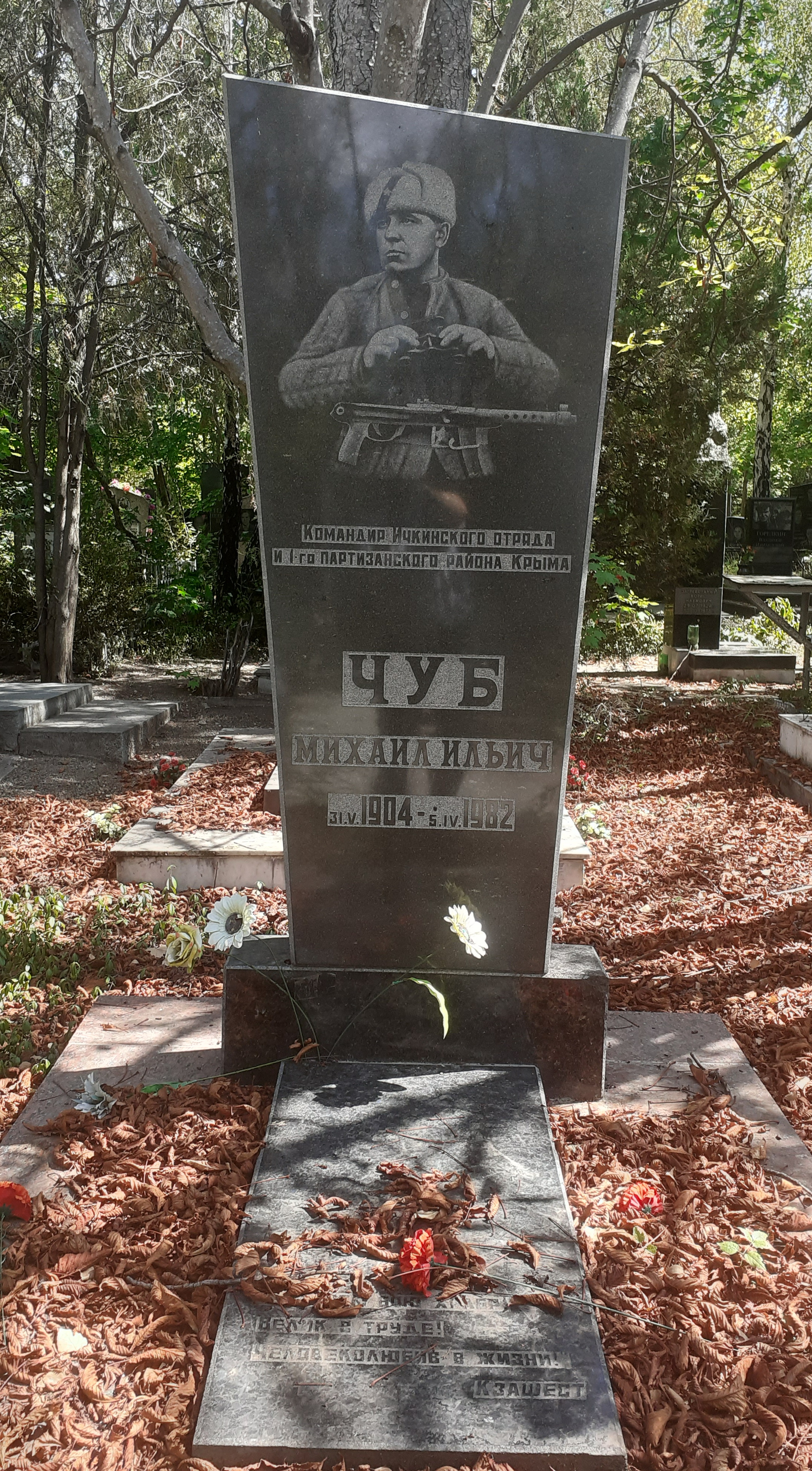
Памятник М. И. Чубу на кладбище Абдал-1 в Симферополе. Фото А. Трифонова

Михаил Ильич окунулся в общественную работу, патриотическое воспитание молодежи, руководил секцией партизан. Был инициатором многих встреч, открывал памятники боевым товарищам. В своей книге «Крымские тетради» писатель И. В. Вергасов вспоминал: «Встречи партизан стали нашей традицией: где бы ты ни был в День Победы — лети в Крым. Там, в заповедных лесах, ждут тебя твои однополчане, там, у главного знамени — легендарный Чуб».
В 1980 году М. И. Чуб в издательстве «Таврия» выпустил повесть «Так было», где описал боевые дела и подвиги своих товарищей.
Умер Михаил Ильич в апреле 1982 года. Похоронен на кладбище Абдал-1 в Симферополе, квартал № 14.

## Память
Заместитель командующего партизанским движением Крыма Г. Л. Северский писал: «Не будет преувеличением, если я скажу, что одним из подлинных героев партизанского движения в Крыму стал Михаил Ильич Чуб». Заслуженный художник Украины И. С. Петров написал его портрет, Заслуженный художник Украины В. В. Петренко — создал бюст. На территории Техникума гидромелиорации и механизации сельского хозяйства (филиала) КФУ им. В. И. Вернадского установлен памятник, в селе Заветное в школе им. Крымских партизан в 1978 году был открыт музей Ичкинского партизанского отряда.
Имя М. И. Чуба было присвоено:
- главной библиотеке Советской ЦБС,
- улице пгт. Советского[10].

## Семья
Супруга — Чуб Анастасия Васильевна. Перед войной окончила курсы медсестер. Ушла с мужем в партизанский лес с осени 1941 года. Ухаживала за ранеными, обеспечивала тыл — готовила, шила, стирала одежду и бинты. Награждалась медалями, в том числе «За отвагу». После войны рано ушла из жизни.

## Награды
- Орден Ленина (24.10.1942)[7]
- орден Красной Звезды
- орден Трудового Красного Знамени
- два ордена «Знак Почёта»[1]
- медали, в том числе:
  - «Партизану Отечественной войны» 1-й степени,
  - «За оборону Севастополя»,
  - «За победу над Германией»[3].